# 야스페르 패쾨넨
요나 야스페르 패쾨넨(핀란드어: Joona Jasper Pääkkönen, 1980년 7월 15일~)은 핀란드의 배우, 기업인이다.

## 작품 목록

### 방송
- 바이킹스 시즌5

### 영화
- 제트 트래쉬 (2016년)
- 하트 오브 어 라이온 (2013년)
- 네이키드 하버 (2012년) - 앤더스 역
- 무민, 혜성을 쫓아라 (2010년)
- 래플랜드 오딧세이 (2010년)
- 헬싱키 (2009년)
- 무민가족의 한여름 대소동 (2008년)
- 얼어붙은 땅 (2005년)
- 정사 2 (2004년)
- 나쁜 자식들 (2003년)